# Markada
Markada (en arabe : مَرْكَدَة) est une ville du gouvernorat de Hassaké, en Syrie. Sa population s'élevait à 2 530 habitants en 2004. C'est le chef-lieu du sous-district éponyme (en). 

## Géographie
La ville est traversée par le Khabour, un oued à sec une partie de l'année et un affluent de l'Euphrate. 
Markada se trouve à 74 km au nord-est de Deir ez-Zor, à 83 km au sud de Hassaké et à 481 km au nord-est de Damas.

## Histoire
Pendant la guerre civile syrienne, Markada subit en 2013 des combats entre l'armée syrienne et le Front al-Nosra, qui s'imposa. La ville, qui occupe une position stratégique importante sur la route reliant Deir ez Zor à l'Irak, tomba aux mains de l'État islamique le 31 mars 2014, à l'issue de dix jours de combats contre le Front al-Nosra. Les Forces démocratiques syriennes, avec l'appui aérien de la coalition internationale, engagèrent le combat pour reprendre la ville à l'État islamique le 19 octobre 2017. Markada fut entièrement sous leur contrôle le 9 novembre 2017.

## Note
1. ↑  Distances à vol d'oiseau ou distances orthodromiques.